# Kaziranga nationalpark
Kaziranga nationalpark ligger vid södra stranden av Brahmaputra i den indiska delstaten Assam. Parken är känd för sitt bestånd av pansarnoshörning, nu omkring 1 000 individer. Terrängen består av en stor slätt bevuxen med elefantgräs, av träsk och av tät tropisk skog.
Den nuvarande nationalparken blev ett naturreservat redan 1908, när jakt förbjöds. Nationalparksstatus kom 1974, och 1985 utsåg Unesco  Kaziranga till ett världsarv.
Förutom noshörningar finns här asiatisk elefant, bengalisk tiger, leopard, vildsvin, schakal, pytonorm, vattenbuffel och många andra djur.

## Kortfakta
- Yta: 430 km²
- Stängt för besökare: April-oktober.